# Кортикобулбарни сноп
У неуроанатомији, кортикобулбарни тракт (или кортиконуклеарни) је моторни пут беле масе са два неурона који повезује моторни кортекс у можданој кори са медуларним пирамидама, које су део продужене мождине можданог стабла (који се такође назива „булбар“) и првенствено су укључени у ношење моторичке функције неокуломоторних кранијалних нерава. Кортикобулбарни тракт је један од пирамидалних путева, а други је кортикоспинални тракт.

## Структура
Кортикобулбарни тракт потиче од примарног моторног кортекса фронталног режња, непосредно изнад латералне фисуре и рострално од централног сулкуса у прецентралном гирусу (Бродманова област 4). Кортикобулбарни тракт, међутим, такође укључује влакна из различитих региона преко церебралног кортекса (не ограничавајући се на фронталне режњеве).
Тракт се спушта кроз корону радијату, а затим генус унутрашње капсуле (са неколико влакана у задњем делу унутрашње капсуле) до средњег мозга. У средњем мозгу, унутрашња капсула постаје церебралне педунке. Бела маса се налази у вентралном делу церебралних педунки, названом crus cerebri. Средња трећина crus cerebri садржи кортикобулбарна и кортикоспинална влакна. Кортикобулбарна влакна излазе на одговарајућем нивоу можданог стабла да би синапсе на доњим моторним неуронима кранијалних нерава. Поред завршетака у овим моторним неуронима, влакна кортикобулбарног тракта такође завршавају у сензорним језграма можданог стабла укључујући грацилно једро, клинасто једро, усамљено једро и сва тригеминална једра.
Само 50% кортикобулбарних влакана се декузира, за разлику од оних у кортикоспиналном тракту где већина декусира: једра кранијалних нерава која инервирају скелетни мишић на тај начин генерално добијају билатералну инервацију неурона првог реда (тј. из обе хемисфере).

## Функције
Кортикобулбарни тракт се састоји од горњих моторних неурона кранијалних нерава. Мишиће лица, главе и врата контролише кортикобулбарни систем, који се завршава на моторним неуронима унутар моторних једара можданог стабла. Ово је у супротности са кортикоспиналним трактом у коме се церебрални кортекс повезује са моторним неуронима кичме и на тај начин контролише кретање трупа, горњих и доњих удова. Сматра се да влакна која се завршавају у сензорним једрима можданог стабла побољшавају или инхибирају сензорни пренос кроз различита сензорна једра. Ово омогућава селективну пажњу или непажњу према различитим стимулусима.
Кортикобулбарни тракт инервира кранијална моторна једра билатерално са изузетком доњих једара лица (која инервира мишиће лица испод очију) и гениоглосус мишића, који су инервирани само једнострано од стране контралатералног кортекса. Код оних једара која су билатерално инервисана примећује се нешто јача веза контралатерално него ипсилатерално. Кортикобулбарни тракт директно инервира једра кранијалних нерава V, VII, IX и XII. Кортикобулбарни тракт такође доприноси моторним регионима кранијалног нерва X у nucleus ambiguus.